# Otakar Brousek (1924–2014)
Otakar Brousek (ur. 28 września 1924 w Krhanicach, zm. 14 marca 2014 w Pradze) – czeski aktor teatralny, filmowy i telewizyjny.
Był mężem tancerki i aktorki Luki (Ludmily) Rubanovičovej (ur. 1936) oraz ojcem aktorów Otakara Brouska mł. i Jaroslavy Brouskovej.
W 2004 roku otrzymał nagrodę Talii (Cena Thálie) za całokształt dorobku.